# Coco Chanel & Igor Stravinsky
Coco Chanel & Igor Stravinsky es una película francesa de 2009 dirigida por Jan Kounen. Fue escogida como película de cierre del Festival de Cannes de 2009, exhibiéndose el 24 de mayo de 2009.
Coco Chanel & Igor Stravinsky se basa en la novela Coco & Igor de Chris Greenhalgh y sigue los rumores sobre un romance entre Coco Chanel e Igor Stravinski en París en 1920, cuando se lanzó al mercado Chanel Nº5. Greenhalgh escribió asimismo el guion. Chanel y su anterior diseñador  jefe, Karl Lagerfeld, prestaron su apoyo a la producción; permitiendo su acceso a los archivos de la compañía así como al apartamento de Coco Chanel en el número 31 de la rue Cambon en París. La película se produjo y estreno en un periodo cercano al de Coco antes de Chanel de Anne Fontaine protagonizada por Audrey Tautou.

## Trama
Una escena introductoria sucede en París en 1913, donde Coco Chanel asiste a la primera y muy escandalosa presentación de La consagración de la primavera, del compositor Igor Stravinski. Las disonancias de la partitura y la sorprendente coreografía de la pieza condujeron a interrupciones y escándalos por parte de la audiencia. Chanel, sin embargo, está muy impresionada por Stravinski y su música.
Siete años más tarde, Chanel y Stravinski se vuelven a encontrar. Aunque su negocio ha progresado, Chanel sufre por la muerte de su amante, Boy Capel. Stravinski, por su parte ha viajado a Francia huyendo de la Revolución rusa. Nace entonces una simpatía inmediata entre la diseñadora de modas y el compositor.
Chanel invita a Stravinski a vivir en su villa en las afueras de París. Durante los meses siguientes comienzan un affaire, del cual se da cuenta la esposa del compositor. Las tensiones entre ellos se hacen cada vez más fuertes.
La cinta implica que la relación, así como su conclusión por parte de Chanel, fue una influencia definitiva para ambos. Fue durante este periodo que ella creó Chanel Nº5 con su perfumero, Ernest Beaux, y que Stravinski comenzó composiciones nuevas y más liberadas. En particular, se implica que el fin de su relación motivó los pasajes más conmovedores de las nuevas composiciones del autor.

## Reparto
- Mads Mikkelsen como Igor Stravinski.
- Anna Mouglalis como Coco Chanel.
- Elena Morozova como Catherine Stravinskaya.
- Natacha Lindinger como Misia Sert.
- Grigori Manoukov como Serguéi Diáguilev.